# Hugo Ball
Hugo Ball (Pirmasens, 22 de febrero de 1886-Sant’Abbondio, 14 de septiembre de 1927) fue un autor y poeta alemán. Es considerado como el primer fundador y una de las figuras principales del movimiento artístico "antiarte" llamado dadaísmo.

## Biografía
Nació en Pirmasens, Renania-Palatinado, en el antiguo Imperio alemán, y se crio en el seno de una familia católica de clase media. Entre 1906 y 1907 estudió sociología y filosofía en las universidades de Múnich y Heidelberg. En 1910 se trasladó a Berlín para convertirse en actor, haciéndose colaborador de Max Reinhardt. Tres años más tarde, conocerá a Emmy Hennings (1885-1948), poetisa, novelista, actriz y cantante de cabaré, que será desde entonces su compañera y pareja, casándose el 21 de febrero de 1920.
Con el estallido de la Primera Guerra Mundial trató de unirse al ejército alemán como voluntario, pero fue rechazado por razones médicas. Tras presenciar la invasión de Bélgica, quedará profundamente desilusionado: «La guerra se basa en un error evidente, los renegados se han confundido con las máquinas». Tras ser acusado de traidor a su país, cruzará la frontera alemana con su mujer, instalándose en Zúrich. Durante este período retomó su interés por el anarquismo, y por Bakunin en particular, hasta el punto que realizó algunas traducciones de sus obras. A pesar de su interés por la filosofía anarquista, nunca fue militante.
En Zúrich, Ball fundó, en una taberna llamada cabaret Voltaire, lugar de reuniones políticas, conciertos y lecturas de poesía, el movimiento dadaísta, al que pronto se unirían los rumanos Tristan Tzara (1896-1963) y Marcel Janco (1895-1984), el alemán Richard Huelsenbeck (1892-1974), y el alsaciano Hans Arp (1887-1966). Fue una de las personas a las que se adjudicó el bautizo del movimiento, supuestamente por la elección casual de la palabra «dada» (caballito de juguete) en un diccionario de francés.
En 1916 redacta el Manifiesto inaugural de la primera velada dadá, del que se desentenderá poco después: en él se muestra extremadamente crítico con la Europa de los nacionalismos, las ideologías que la representan, y con las filosofías idealistas. Ese mismo año presentó ante el público del Cabaret Voltaire, el primer poema fonético de la historia del dadaísmo: Karawane, consistente en articulaciones de fonemas e interjecciones carentes de significado.

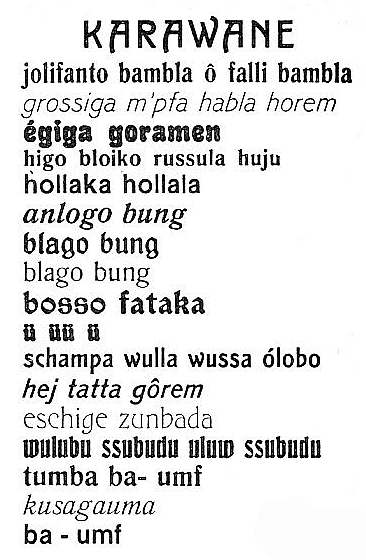
Karawane, el primer poema fonético.

Esta poesía, cuyos antecedentes más inmediatos fueron sobre todo algunos experimentos del futurismo italiano, hallará continuación en adeptos a dadá, como Raoul Hausmann o Kurt Schwitters, y su influencia será clara en posteriores corrientes literarias, como el letrismo o la poesía beatnik. Sus razones de ser fueron muy diversas. Por un lado, las vanguardias de entreguerras estuvieron marcadas por una gran afición al «salvajismo», desde las esculturas precolombinas hasta las danzas africanas, y fue típico buscar inspiración en estéticas alejadas de los paradigmas europeos. Así, muchos de estos poemas están vagamente influidos por los sonidos de las lenguas africanas. Pero mucho más importante fue en este caso el rechazo radical del uso de la palabra, que tiene en Hugo Ball un carácter de revuelta interior contra el lenguaje mismo (precisamente la herramienta de la que se vale el poeta para ejercer su oficio), al que considera alienado e incapaz de producir significación en la sociedad capitalista.
El poeta escapa de la perversión de las palabras, que han sido destruidas como tantas otras cosas por las bombas de la guerra, refugiándose en el reducto último de su individualidad. Ya no aspira a comunicar otra cosa que no sea un simple sonido primigenio, aquel que posibilita toda lengua, todo discurso, pero del que nadie podrá ser propietario. En este sentido, la poesía fonética pretende ser tanto la destrucción del lenguaje como su salvación, pues en su renuncia al significado, la voz encuentra una tierra libre donde cantar.
La participación de Hugo Ball en el dadaísmo duró aproximadamente dos años. Luego trabajó por un período corto como periodista para Freie Zeitung en Berna. Después de retornar al catolicismo en julio de 1920, se retiró al cantón de Ticino (en Suiza), donde vivió una vida casi religiosa, privada de lujos. También tradujo al alemán algunas obras del anarquista ruso Mijaíl Bakunin (1814-1876).
Falleció en Sant Abbondio (Suiza), el 14 de septiembre de 1927.
Entre sus mejores trabajos se incluyen la colección de siete poemas Schizophrene Sonette (1911), el drama Die Nase Des Michelangelo (1911), su libro de memorias Die Flucht aus der Zeit, y la biografía del escritor Hermann Hesse (1877-1962), titulada Hermann Hesse. Sein Leben und sein Werk (1927).
Su poema «Gadji beri bimba» fue adaptado más adelante en la canción «I zimbra» de la banda de rock Talking Heads, perteneciente al álbum Fear of Music (1979).

## Obras

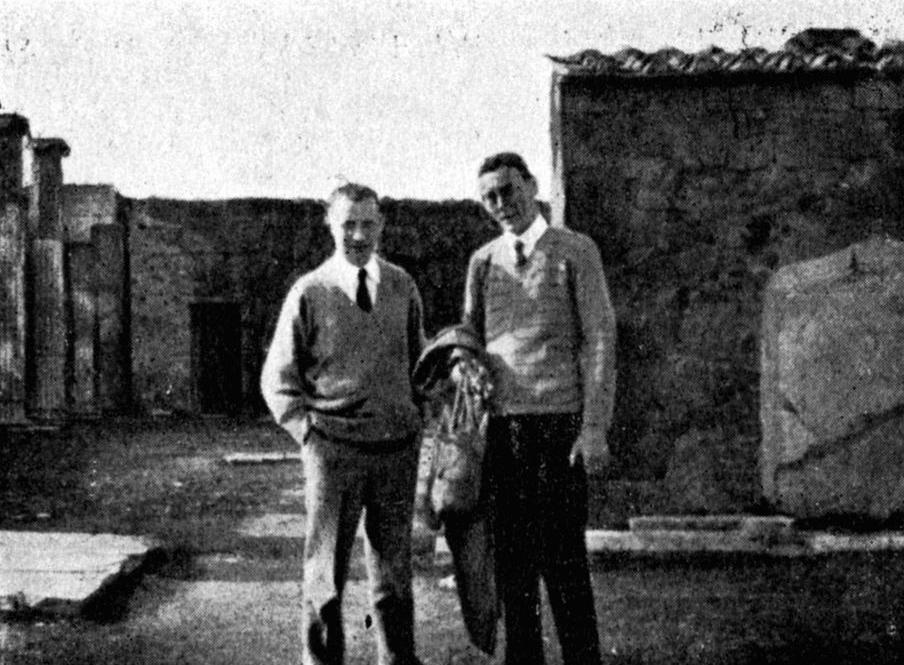
Hans Arp y Hugo Ball en las ruinas de Pompeya (Italia). Fotografía publicada en la revista De Stijl, en 1927.

- 1911: Die Nase des Michelangelo (tragikomödie in vier auftritten).
- 1914: Der Henker von Brescia (Drei Akte der Not und Ekstase).
- 1918: Flametti oder Vom Dandysmus der Armen (novela). Berlín (Alemania): Reiss.
- 1919: Zur Kritik der deutschen Intelligenz. Berna (Suiza): Der Freie Verlag.
- 1923: Byzantinisches Christentum. Drei Heiligenleben (zu Joannes Klimax, Dionysius Areopagita und Symeon dem Styliten). Múnich (Alemania): Duncker & Humblot.
- 1924: Umgearbeitete Fassung als: Die Folgen der Reformation. Múnich (Alemania): Duncker & Humblot.
- 1927: Hermann Hesse. Sein Leben und sein Werk. Berlín (Alemania): S. Fischer.
- 1927: Die Flucht aus der Zeit (diario). Múnich (Alemania): Duncker & Humblot.

### Obras póstumas
- 1963: Gesammelte Gedichte mit Photos und Faksimiles, hg. v. Annemarie Schütt-Hennings. Zúrich: Arche.
- 1967: Tenderenda der Phantast (novela). Zúrich: Arche.

## Bibliografía

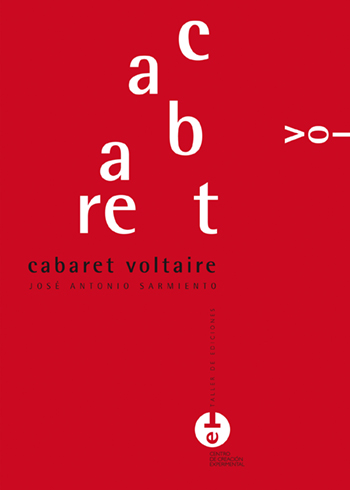
Cubierta del libro "Cabaret Voltaire" de José Antonio Sarmiento.

## Véase también

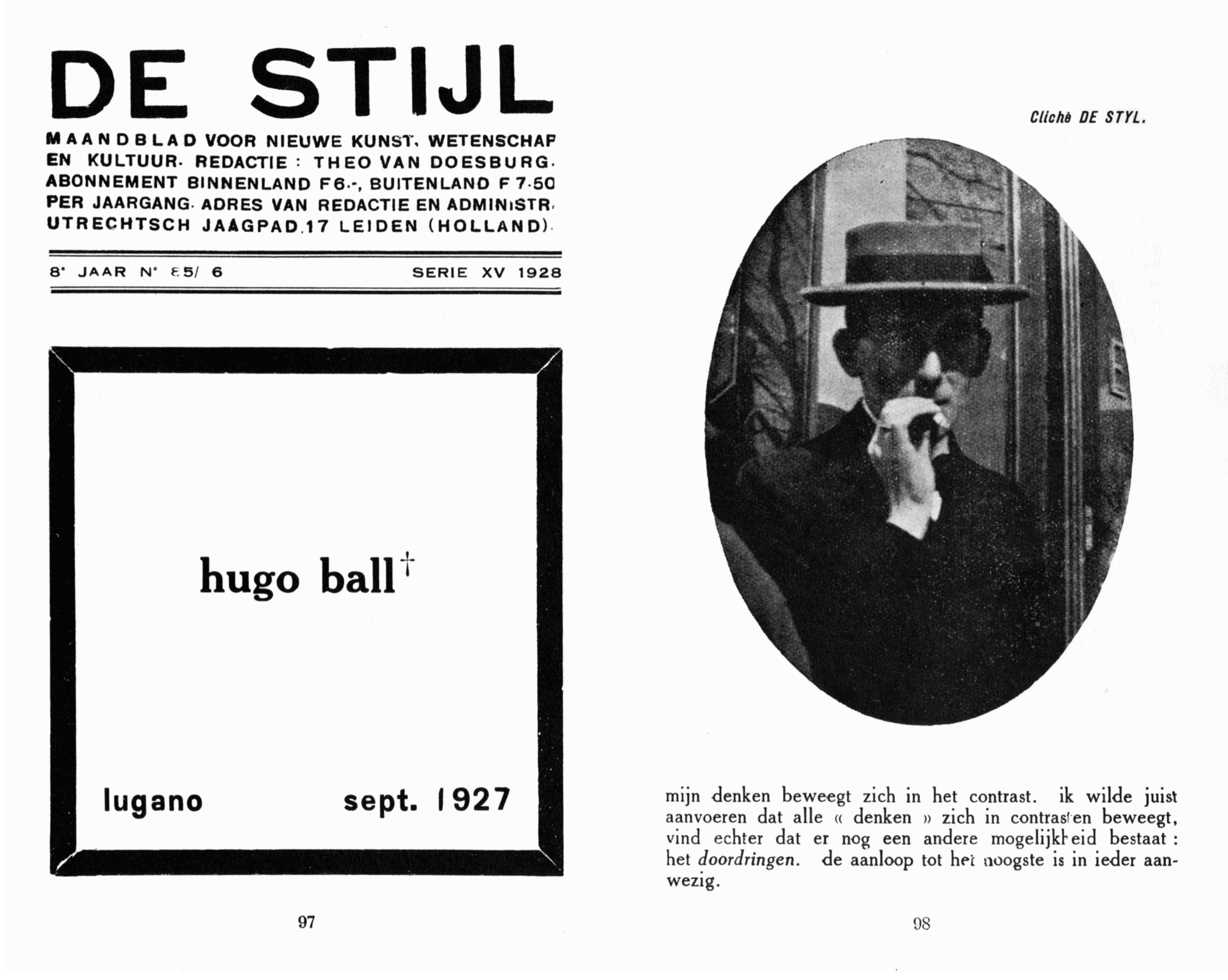
Ejemplar de la revista De Stijl con el obituario de Hugo Ball.